# Carlos Granada
Carlos Alberto Granada Encina (San Lorenzo, Paraguay, 5 de diciembre de 1943 - 21 de febrero de 2012) fue un tenor y actor paraguayo, uno de los primeros intérpretes de ópera de ese país y maestro de artes.

## Biografía
Se inició en el coro del Ateneo Paraguayo con Isis de Bárcena Echeveste (Uruguaya) donde estuvo durante 24 años.
Carlos Granada se destacaba por su disciplina y por la alta exigencia que tenía consigo mismo y con los demás.
Participó en varias puestas líricas y fue integrante del Coro Paraguayo de Cámara, el grupo vocal Remembranzas, entre otras agrupaciones dedicadas al canto coral. También fue solista de la Orquesta Sinfónica de la Ciudad de Asunción, la Orquesta Philomúsica y otras agrupaciones de música erudita.
En la década del 70, fue el protagonista principal de famosas obras como El Conde de Luxemburgo, La Duquesa de Bal Tabarín y de la primera opera paraguaya Juana de Lara con Florentín Giménez y Mario Prono como directores. En aquella época, las obras se presentaban en el Teatro Municipal.
También trabajó en varias zarzuelas, además de octetos y cuartetos junto a Teresa Stipanovich, Betty Figueredo, entre otros.
Trabajó en teatro con los directores Mario Prono, Héctor de los Ríos, Edda de los Ríos, José Luis Ardissone, y Carlos Aguilera.
En el año 1990 el tenor sanlorenzano interpretó diversos fragmentos de la Misa de Zípoli en las Ruinas Jesuíticas, en presencia de los reyes de España, Juan Carlos y Sofía, que habían asistido a la Iglesia Mayor de Trinidad al concierto de la Orquesta Filomúsica de Asunción y el Coro Hispanoamericano.
Recorrió muchos países, y en el año 1992 integró la comitiva paraguaya en la Feria Internacional de Sevilla, donde el elenco paraguayo con 157 integrantes fue reconocido como el mejor elenco artístico.
Carlos Granada fue parte de operetas de realce, integró el grupo vocal Remembranzas y fue parte del proyecto Voces Guías del Coro Itaipú, entre otros.

### La docencia y el servicio a su comunidad
Toda esta carrera transcurrió con la docencia musical y artística. En 1975 recibió su título de Profesor Superior.
El Profesor Carlos Granada enseñó en todos los niveles, desde el inicial hasta el superior, en el Centro Regional de Educación Saturio Ríos de San Lorenzo durante 32 años. Además fue docente en el Colegio Sagrada Familia durante 15 años y en el Colegio Leonarda Sánchez de Páez durante 5 años, convirtiéndose en semillero de cientos de artistas a nivel nacional e internacional y en figura emblemática de la comunidad educativa sanlorenzana.
Además, fue director de Cultura de la Municipalidad de San Lorenzo en el periodo en que Miguel Ángel Curiel fue intendente de dicho municipio, y contribuyó siempre a la conservación y desarrollo del arte, promoviendo y participando de proyectos y actividades en la comunidad.

### Sus últimos días
Incluso jubilado y con ciertas dolencias, Carlos Granada continuaba su vida apoyando y participando de actividades culturales y sociales.
Sus últimas apariciones se dieron en los desfiles de exalumnos de colegios del Paraguay el 15 de agosto de 2011 en Asunción, donde participó por el Centro Regional de Educación Saturio Ríos, y en la organización de las fiestas patronales de San Lorenzo.
Su última actuación para gran público fue en el homenaje a Ñeca González en septiembre del 2011, donde interpretó Balada para un loco y A mis amigos.
Carlos Granada fue internado en IPS en los primeros días de enero de 2012, con cuadro de shock séptico por una infección generalizada. Estuvo internado en terapia intensiva por poco más de una semana. Falleció a los 68 años, a raíz de complicaciones en los riñones.
La ceremonia fúnebre y sepelio se llevó a cabo en su ciudad natal, en presencia de sus familiares y ante centenares de amigos, colegas, compañeros y alumnos quienes se acercaron para dar su último adiós, y que lo homenajearon repetidamente, como el gran artista, maestro y amigo que fuera en vida.